# ريتشارد ن. بالمر
ريتشارد ن. بالمر (بالإنجليزية: Richard N. Palmer)‏ هو محامي وقاضي أمريكي، ولد في 27 مايو 1950 في هارتفورد في الولايات المتحدة.

## وصلات خارجية
- ريتشارد ن. بالمر على موقع إن إن دي بي (الإنجليزية)